# Valverde de Mérida (kommunhuvudort)
Valverde de Mérida är en kommunhuvudort i Spanien.   Den ligger i provinsen Provincia de Badajoz och regionen Extremadura, i den centrala delen av landet, 270 km sydväst om huvudstaden Madrid. Valverde de Mérida ligger 268 meter över havet och antalet invånare är 1 123.
Terrängen runt Valverde de Mérida är platt. Runt Valverde de Mérida är det glesbefolkat, med 16 invånare per kvadratkilometer. Närmaste större samhälle är Mérida, 10,7 km väster om Valverde de Mérida. Trakten runt Valverde de Mérida består till största delen av jordbruksmark.